# Malus communis

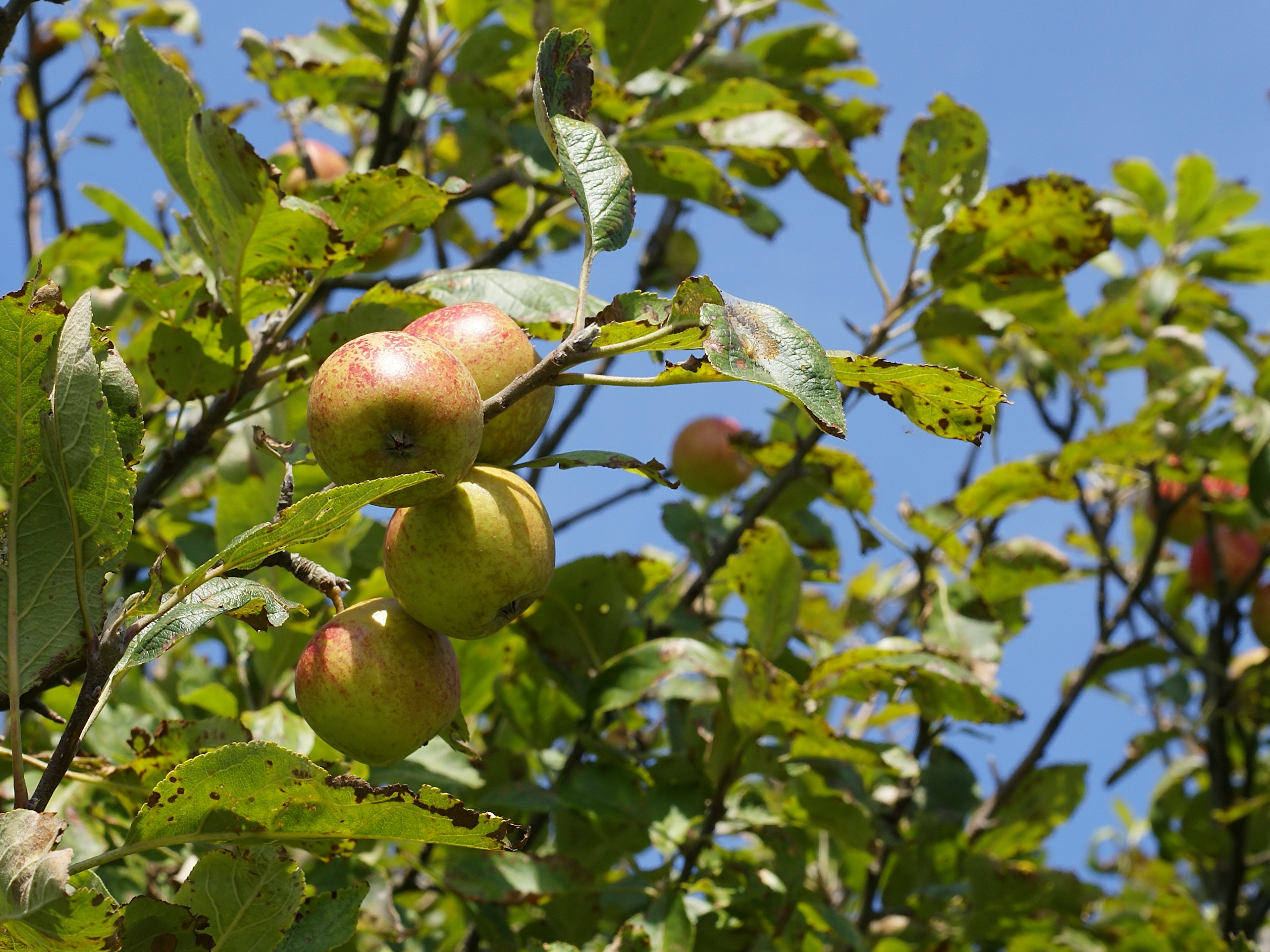
Fruits de Malus sylvestris Mill., le pommier sauvage. Il fut aussi appelé Malus communis Poir.

Le nom scientifique Malus communis n'est plus utilisé à l'heure actuelle.

## Malus communis(L.) Desf.
La première fois que une cette nomme est publié est dans la combination[Quoi ?] Malus communis (L.) Desf. (1798). Son basionyme est Pyrus communis L., c'est ce dernier qui est également le synonyme valide. Il s'agit du poirier commun. 

## Malus communisPoir.
La seconde fois qu que une cette nomme est publié est sous ce nom[Quoi ?] : Malus communis Poir. (1804) (homonym illégitime). Elle est synonyme à Malus sylvestris Mill., le pommier sauvage ou synonyme à Malus domestica Mill., le pommier domestique.
La description de Leopold Dippel en 1893 d'une sous-espèce Malus communis subsp. sylvestris (Mill.) Dippel est par conséquent caduc. Qui plus est la combinaison de ce nom est illégitime